# 칠곡 감호당
칠곡 감호당(漆谷 鑑湖堂)은 대한민국 경상북도 칠곡군 왜관읍 매원리에 있는 조선시대의 건축물이다. 2014년 2월 17일 경상북도의 문화재자료 제619호로 지정되었다.

## 개요
감호당은 1623년에 석담 이윤우가 경치를 즐기고 쉴 수 있는 작은 공간으로 지었으나 그의 교육의 장소이었고 후학을 가르치는 강학소 이기도 하였다. 역사적으로 이 지역에서 차지하는 석담의 사회적 위상뿐만 아니라, 영남의 3대 반촌으로 전해지고 있는 매원 마을의 역사적ㆍ상징적 의미가 큰 역사문화 환경의 중요한 요소로 자리 매김하고 있다.
건립연대를 17세기까지 올려 볼 수 있는 널영쌍창이 유존하고 있으며, 위상을 읽게 하는 흔치 않은 제공형 보아지가 이색적이다.

## 참고 자료
- 칠곡 감호당 - 국가유산청 국가유산포털